# Cyclocephala hardyi
Cyclocephala hardyi är en skalbaggsart som beskrevs av S. Endrödi 1975. Cyclocephala hardyi ingår i släktet Cyclocephala och familjen Dynastidae. Inga underarter finns listade i Catalogue of Life.